# محمد طاهر
محمد طاهر (بالإندونيسية: Muhammad Tahir)‏ هو لاعب كرة قدم إندونيسي، ولد في 4 يناير 1994 في جايابورا في إندونيسيا. لعب مع برسيبورا جايابورا.

## وصلات خارجية
- محمد طاهر على موقع قاعدة بيانات كرة القدم.إي يو (الإنجليزية)
- محمد طاهر على موقع Soccerway.com (الإنجليزية)